# LEGO スター・ウォーズ/ホリデー・スペシャル
『LEGO スター・ウォーズ/ホリデー・スペシャル』(原題: The Lego Star Wars Holiday Special) は、2020年制作のアメリカのDisney+CGアニメーション映画。2020年11月17日にアメリカや日本のDisney+として配信。

## 声の出演
※括弧内は日本語吹き替え
- ヨーダ - トム・ケイン（多田野曜平）
- レイ - ヘレン・サドラー（永宝千晶）
- フィン - オマー・ベンソン・ミラー（杉村憲司）
- ポー・ダメロン - ジェイク・グリーン（小松史法）
- ローズ・ティコ - ケリー・マリー・トラン（冠野智美）
- ランド・カルリジアン - ビリー・ディー・ウィリアムズ（若本規夫）
- ルーク・スカイウォーカー - エリック・バウザ（鈴木裕斗）
- ハン・ソロ - A・J・ロカシオ（磯部勉）
- C-3PO - アンソニー・ダニエルズ（岩崎ひろし）
- アナキン・スカイウォーカー / ダース・ベイダー - マット・ランター / マット・スローン（浪川大輔 / 土師孝也）
- パルパティーン皇帝 / ダース・シディアス - トレバー・デュバル（浦山迅）
- オビ＝ワン・ケノービ / ベン・ケノービ - ジェームズ・アーノルド・テイラー（森川智之）
- クワイ＝ガン・ジン - トム・ケイン（津嘉山正種）
- マズ・カナタ - グレイ・デリスル（杉本ゆう）
- カイロ・レン - マシュー・ウッド（津田健次郎）
- ハックス将軍 - ベン・プレンダーガスト（川本克彦）
- D-O - マシュー・ウッド（藤高智大）

## 日本語版スタッフ
- 演出：久保宗一郎
- 翻訳：竹本浩子
- 制作：力丸秀、東北新社
- 録音・調整：大谷征央
- 制作監修：須藤景子
- 日本語版制作：DISNEY CHARACTER VOICES INTERNATIONAL, INC.